# Абу Даби
Абу Даби (арап. أبو ظبي) је главни град Уједињених Арапскиих Емирата и Емирата Абу Даби. Према процени из 2023. имао је 3.789.860 становника, што га чини другим градом по броју становника у УАЕ, после Дубаија.
У Абу Дабију се налазе институције савезних органа власти, седиште Владе Уједињених Арапских Емирата, дом династије Емири породице и председника Уједињених Арапских Емирата, који припада овој породици. Брз развој и урбанизација Абу Дабија, заједно са релативно високим просечним примањима становништва, претворили су овај град у велику и напредну метрополу. Данас је Абу Даби средиште политичких и индустријских активности, као и велики културни и комерцијални центар, захваљујући својој позицији главног града. Абу Даби поседује око две трећине од 400 милијарди долара вредне економије Уједињених Арапских Емирата.
Абу Даби је четврти најскупљи град за иностране запослене у региону, а 2014. године је био проглашен за 68. најскупљи велики град на свету.

## Историја
Абу Даби је богат археолошким доказима који указују на постојање цивилизација, као што је Ум ел Нар култура, још од трећег миленијума п. н. е. Насеља су пронађена и изван модерног града Абу Дабија, али ближе граду Ал Аин. Постоје докази цивилизација око планине Хафит. Ова локација се налази на веома важном стратешком положају, јер је Хафит друга планина по висини у УАЕ, тако да се са ње пружа одличан поглед на околину. Она такође садржи пуно влаге у својим изворима и језерима, што значи да је било још више влажности пре неколико хиљада година.

### Порекло имена Абу Даби
Порекло имена „Абу Даби“ је неизвесно. Значење „отац газеле“ у дословном преводу са арапског, вероватно се односи на крда газела које насељавају Емират. Према Билалу ал Будуру, асистенту подсекретара за културу при Министарству културе, омладине и заједнице, „Ово подручје је имало много Ẓiba' [јелена (мн.)], и добило је назив по њима.“" Једна стара прича говори о човеку који је некада јурио јелене и био је познат под називом „отац јелена“. Оригинално име Абу Дабија је Milh (со), вероватно због слане воде у Персијском заливу, или древних сланих мочвара које окружују град. Неки бедуини зову град Ум Даби (мајка јелена), док су британски записи помињали ово место као Абу Даби. Према неким историјским изворима, име Абу Даби је по први пут употребљено пре више од 300 година. Прва реч имена Абу Даби се изговара као Бу од стране становника на западној обали града. У источном делу града, изговара се Абу.

### Порекло династије ел Нахјан
Бедуини из племена Јас су првобитно били насељени у Лива оази. Ово племе је било најзначајније на том подручју, имајући преко 20 родова. Током 1793, род Ал Бу Фалах преселио се на острво Абу Даби на обали Персијског залива, због тамошњег открића свеже воде. Једна породица у оквиру овог рода била је будућа династија Ал Нахјан. Савремени владари Абу Дабија потичу из ове породице.

### Трговина бисерима
Абу Даби је имао развијену трговину бисерима и пословао је са другима. Према извору о производњи бисера, Персијски залив је најбоља локација за њихово узгајање. Трагачи бисера су ронили на минут до минут и по, и дневно би заронили и до тридесет пута. Није било боца са кисеоником, нити било које друге врсте механичког уређаја. Рониоци су имали кожну штипаљку за нос и кожне прекриваче на ножним прстима да их штите док трагају за остригама. Рониоци нису плаћени по дану, већ су добијали део сезонске зараде.

### Приморска обала
У 19. веку, као резултат споразума (познатих као „примирја“ која су дала име обали) склопљених између Велике Британије и шеикова арапских држава у Персијском заливу, Британија је постала доминантна сила на том подручју. Главни циљ британских интереса је да заштити трговински пут до Индије од пирата, а отуда и раније име за то подручје - „Пиратска обала“. Након што је гусарење сузбијено, други фактори су дошли до изражаја, као што је стратешка потреба Британије да потисне друге силе из овог региона. После њиховог повлачења из Индије 1947. године, Британија је одржала свој утицај у Абу Дабију, како је расло и интересовање за нафтни потенцијал Персијског залива.

### Прва открића нафте
Током 1930, опадањем трговине бисерима, расте интересовање за могућности нафте у овом региону. Дана 5. јануара 1936. године, Petroleum Development Trucial Coast Ltd PDTC, компанија сарадник „Ирачке нафтне компаније“, склопила је уговор о концесији са владаром, шеиком Шахбутом бин Султаном Ал Нахјаном, за истраживање нафте. Ово је претходило концесији на седамдесет пет година, потписаној у јануару 1939. Међутим, захваљујући пустињском терену, копнено истраживање било је оптерећено тешкоћама. Године 1953, Дарси истраживачка компанија, сарадник Бритиш Петролеума, добија концесије на заливска налазишта, која су затим пребачена под надлежност компаније која је створена да руководи концесијама: Морска Подручја Абу Дабија (АДМА) је удружена фирма између БП и Compagnie Française des Pétroles. Током 1958, користећи морску платформу за бушење, АДМА предузеће је пронашло нафту у Ум Шаиф области на дубини од око 2.669 m. Затим је 1959. године уследило откриће копненог извора Мурбан бр.3.
Године 1962. ова компанија је открила нафтно поље Бу Хаса, а затим 1965. године је откривена нафта у копненој области Закум. Данас, поред поменутих нафтних поља, главна копнена поља су Асаб, Сахил и Шах, док су морска поља Ал Бундук и Абу ел Бухуш.

## Географија
Град Абу Даби се налази на североисточном делу Персијског залива на Арабијском полуострву. Он се налази на острву удаљеном око 250 m од копна и спаја се са копном мостовима Макта и Мусафа. Трећи, мост шеика Заједа, дизајниран од стране Захе Хадид, отворен је крајем 2010. године. Острво Абу Даби је такође повезано са острвом Садијат мостом-ауто-путем са пет трака. Мост ел Мафрак повезује град са острвом Рим и завршен је почетком 2011. то је вишеслојни мост и има 27 трака које омогућавају кретање око 25.000 возила по сату. Постоје три главна моста, а највећи има осам трака, четири у смеру ка граду Абу Дабију и четири ка излазу из њега.
Већина града Абу Дабија налази се на самом острву, али има много предграђа на копну, на пример: Халифин Град А, Б и Ц; ел Раха плажа; ел Бахја А, Б и Ц; ел Шахама; ел Рахба; Између Два Моста; Банијас; ел Шамха; ел Ватба и Мусафа.

### Клима
Абу Даби има топлу пустињску климу. Сунчано плаво небо се може очекивати током целе године. Од јуна до септембра је генерално веома топло и влажно са максималним температурама у просеку изнад 38 °C. Током овог периода, пешчане олује се јављају повремено, у неким случајевима смањујући видљивост на свега неколико метара.
Хладнија сезона траје од новембра до марта, где температуре варирају између умерено топлог до хладног. Током овог периода такође се јавља густа магла на неколико дана. У просеку, јануар је најхладнији месец у години, а јул и август су најтоплији.

## Становништво
Број становника у 2019. години износи 1,45 милиона.

### Насељена места
- Ал Аман
- Ал Батин
- Ал Дафра
- Ал Фалах
- Ал Карама
- Ал Хубеира
- Ал Лулу Острво
- Ал Медина
- Ал Манасир
- Ал Манхал
- Ал Мактаа
- Ал Марказија
- Ал Мина
- Ал Мурур
- Ал Мушриф
- Ал Музун
- Ал Нахјан
- Ал Кубесат
- Ал Рас Ал Ахдар
- Острво Ал Рим
- Ал Рехан
- Ал Рауда
- Ал Зааб
- Ал Захија
- Ал Захра
- Ал Халиџа
- Бејн ел Џисрејн
- Хидеријат
- Халифин Град
- Приморско Насеље
- Масдар Сити
- Мохамед ибн Зајед Град
- Острво Садијат
- Шахбут насеље
- Официрски Град
- Каср ел Бахр
- Каср ел Шати
- Острво Јас

## Архитектура
Град је планиран под управом шеика Заједа, а по нацртима јапанског архитекте др. Такахашија 1967. године, првобитно за популацију од 40.000 људи. Густина насељености Абу Дабија варира, са великим бројем радног становништва у централном делу, бројним стамбеним јединицама у средњем нижем делу града, и смањеном густином насељености у предграђима. У густим областима, највећи део објеката представљају средње и високе зграде. Небодери Абу Дабија, као што је кула Инвестиционих власти Абу Дабија, штаб Народне банке Абу Дабија, хотел Хилтон и седиште фирме „Итисалат“ се налазе у финансијским окрузима Абу Дабија. Остале значајне модерне зграде укључују Палата Емирата, чији је дизајн инспирисан арапским наслеђем.
Развој високих зграда је охрабрен у Развојном плану Абу Дабија 2030, што ће довести до изградње многих нових небодера током наредне деценије, посебно ради ширења централне пословне зоне Абу Дабија, као што су нова проширења на острвима ел Сува и ел Рим. Абу Даби већ гради велики број меганебодера широм града. Неки од највиших зграда на хоризонту укључују 382 m високу стамбену кулу „Централ Маркет“, 324 m високи Ландмарк и 74-спратну Небеску кулу, високу 310 m. Такође, многи други облакодери преко 150 m су или предложени или одобрени за изградњу и могли би значајно променити панораму града. Од јула 2008. године, било је 62 небодера високих од 23 до 150 m у процесу изградње, одобрених за изградњу, односно предложених за изградњу.

### Велика џамија Шеик Зајед
Једна од најважнијих архитектонских знаменитости је џамија Шеик Зајед. Ово је свакако једно од најважнијих архитектонских блага савременог друштва Уједињених Арапских Емирата и једно од најраскошнијих на свету. Иницијатор пројекта је покојни председник Уједињених Арапских Емирата, шеик Зајед ибн Султан Ал Нахјан, који се сматра оцем Уједињених Арапских Емирата.
Њен дизајн и конструкција наводно „уједињују свет“, ангажујући стручњаке и материјал из многих земаља, укључујући Италију, Немачку, Мароко, Пакистан, Индију, Турску, Иран, Кину, Велику Британију, Нови Зеланд, Грчку и наравно у Уједињене Арапске Емирате. Више од 3.000 радника и 38 реномираних архитектонских компанија учествовало је у изградњи џамије. Природни материјали су изабрани за већину пројектовања и изградње, због њихових квалитета дуготрајности, укључујући мермер, камен, злато, полудраго камење, кристале и керамику. Изградња је почела 5. новембра 1996. године. Максимални капацитет је око 41.000 људи, укупна површина износи 22.412 квадратних метара, а унутрашње молитвене дворане су првобитно отворене у децембру 2007. године.
Као једна од најпосећенијих грађевина у УАЕ, Центар велике џамије Шеик Зајед је основан да функционише свакодневно, као богомоља, окупљалиште петком и као центар учења путем својих програма образовања и размене.

### Паркови и вртови
У Абу Дабију се налази више од 2.000 одржаваних паркова и вртова и више од 400 km морске обале, од којих 10 km чине јавне плаже.
- Језерски парк
- Поглед из парка Културна баштина
- Биљке у парку
- Унутар парка Културна баштина
- путокази у парку Културна баштина
- Осматрачница у парку

## Привреда
Велике залихе угљоводоника на тлу УАЕ ставља их у ранг држава са највећим бруто домаћим производом по становнику на свету, а Абу Даби поседује већину ових средстава - 95% нафте и 92% гаса. Стога Абу Даби држи 9% светских потврђених резерви нафте (98,2 милијарде барела) и скоро 5% природног гаса на свету (5,8 билиона кубних метара). Производња нафте у УАЕ је била на нивоу од око 2,3 милиона барела дневно током 2010. године, и ради се на повећању обима производње до 3 милиона барела. У последњих неколико година фокус се окренуо ка гасу, јер повећање домаће потрошње енергије, десалинизација и поновно упумпавање гаса у нафтна поља повлачи повећање потражње за гасом. Међутим, екстракција гаса није без проблема, што се показало киселим гасом Шаху, где је гас богат водоник-сулфидом и његово прикупљање и прерада су врло скупи процеси.
Увидевши ову ситуацију, Влада је почела са изменама економских планова. Због високих цена нафте, не-нафтни и не-гасни БДП је престигао енергетски сектор и он сада чини 64% укупног БДП-а Уједињених Арапских Емирата. Овај тренд се огледа у значајним новим инвестицијама у индустрију, некретнине, туризам и малопродају. Како је Абу Даби највећи произвођач нафте у УАЕ, он је и извукао највише користи од овог пројекта. Он је преузео програм активне измене и либерализације за смањење зависности УАЕ од прераде угљоводоника. Овде се може видети нагласак на индустријској диверсификацији са изградњом слободних зона, индустријског града у Абу Дабију, Медијске слободне зоне „twofour54“ и у плану је изградња другое зоне, „ICAD II“. Јавља се и потреба за промовисањем сектора туризма и некретнина у сарадњи са Туристичком организацијом Абу Дабија и Компанијом за инвестицију у туризам и развој, који би преузели неколико развојних пројеката великих размера. Ови пројекти ће служити побољшању саобраћајне инфраструктуре уз нову луку, проширење аеродрома и железничком везом између Абу Дабија и Дубаија, подељени у развојне фазе.
Абу Даби је најбогатији Емират у саставу УАЕ по питању бруто домаћег производа (БДП) и националног дохотка. Више од 1 билиона долара је уложено широм света само у овај град. Током 2010. године, БДП по глави становника и достигао 49.600 долара, што УАЕ ставља на девето место у свету, после Катара, Лихтенштајна, Луксембурга и других. Порези у Абу Дабију, као и у осталим деловима УАЕ, је нула за становника, за не-банке и не-нафтне компаније. Абу Даби такође планира многе будуће пројекте са Саветом за сарадњу арапских држава у Заливу (GCC) и има 29% удела у свим будућим заједничким плановима. Уједињени Арапски Емирати су брзо растућа економска држава: у 2006. години приход по глави становника порастао је за 9%, пружајући БДП по глави становника од 49.700 америчких долара и рангирао се на трећем месту у свету по куповној моћи. Суверени фонд Абу Дабија, Инвестиционе власти Абу Дабија, тренутно се процењује на 875 милијарди долара, и представља најбогатији суверени фонд у смислу укупне вредности имовине. Етихад ервејз има своје седиште у Абу Дабију.
Влада Абу Дабија намерава да прошири приходе од производње нафте и гаса туризмом и другим врстама садржаја којима ће привући различите врсте људи. Овај пројекат се одражава у количини пажње коју Абу Даби поклања свом Међународном аеродрому. Он је током 2009. године доживео раст од 30% у броју путника. Ова идеја диверсификације привреде се види у „Економској визији Абу Дабија 2030“ коју је осмислио Урбанистички Савет Абу Дабија. У том плану ће привреда Абу Дабија бити одржива и неће се у потпуности ослањати ни на који вид извора прихода. Такође, планиа се повећање удела не-нафтних прихода са око 40% на око 70% економије.
Многе холивудске и друге националне продукцијске куће су користиле УАЕ као филмску локацију. Док суседни Дубаи добија много пажње, у последњих неколико година и Абу Даби је постао популарна дестинација. Етихад куле и хотел Палата Емирата су неки од градских знаменитости које су коришћене као филмске кулисе за филм Паклене улице 7. У овом филму, аутомобили јуре кроз зграду и излећу кроз прозоре куле Етихад.

## Комуналне службе

### Вода
Снабдевањем водом у Абу Дабију управља Компанија за воду и енергију Абу Дабија. Од 2006. године, оно је износило 2.521.000.000 литара воде дневно, док је процењена потражња за водом 2005/06 била око 2,3 милијарде литара. Агенција за животну средину Абу Дабија (EAD) наводи да су подземне воде најзначајнији извор воде, као и десалинирана питка вода и третирана канализациона отпадна вода. Са залихама од 183 милиона литара, Ум ел Нар базени су највеће постројење за складиштење воде Абу Дабија, а по величини је следе реке Шувејхат и Тавила. Смањењем капацитета подземних вода и растом густине насељености, Абу Даби се суочава са озбиљном несташицом воде. У просеку сваки становник Абу Дабија користи 550 литара воде дневно. Абу Даби дневно произведе 1.532 тоне чврстог отпада који се одлаже на три депоније на територији Абу Дабија. Дневна домаћа производња отпадних вода је 1,5 милијарди литара, док индустријске отпадне воде чине 180 милиона литара. Велики део канализације отиче као отпад у потоке којим стиже до постројења за прераду отпадних вода.

### Електрична енергија
Потрошња електричне енергије по глави становника износи око 41.000 kWh, а укупна испоручена енергија износи 8.367 MW од 2007. године. Дистрибуцију електричне енергије врше компаније којима управља SCIPCO Power and APC Energy. Ватрогасна служба Абу Дабија има 13 ватрогасних станица које годишње интервенишу на око 2.000 пожара и спасавања.

### Телекомуникације
Државна компанија Етисалат и приватна компанија Ду комуникације пружају телефонски и мобилни сервис у град. Мобилна покривеност је обимна, и доступне су GSM и CDMA. Етисалат, телекомуникациони провајдер под управом Владе, држао је монопол над телекомуникационим услугама у Абу Дабију пре оснивања других, мањих телекомуникационих компанија као што је „Емиратска Интегрисана Телекомуникациона Компанија“ (ЕИТЦ - познатија као Ду) од 2006. године. Интернет је уведен у Абу Дабију 1995. године. Постојећа мрежа подржава пропусни опсег од 6 GB, са 50.000 dial-up и 150.000 broadband корисника. Етисалат је 2009. године спровео fibre-to-the-home мрежу у Абу Дабију, што га је учинило првим градом на свету који има такву мрежу.

## Пројектовање града
Град је планиран током 1970. за процењен максималан број од 600.000 становника. У складу са оним што је сматрано као идеално урбанистичко планирање у то време, град има широке путеве и згуснуте високе небодере. На северном делу острва, где је густина насељености највећа, главне улице су оивичене небодерима са 20 до 30 спратова. Унутар овог правоугаоника кула, налази се растерећена мрежа путева са нижим објектима (виле на 2 спрата или 6-спратне зграде).
Абу Даби је модеран град са широким булеварима, високим пословним и стамбеним зградама, и прометним тржним центрима. Главне авеније су Корниш, Аеродромски пут, улица Шејк Зајед, улица Хамдан и улица Халифа. Абу Даби је познат у региону по свом зеленилу; некадашња пустиња данас обухвата бројне паркове и вртове. Дизајн градских саобраћајница и магистралних путева је веома организован. Полазећи од Корниша, све хоризонталне улице носе непарне бројеве, а све вертикалне улице носе парне. Дакле, Корниш је улица #1, Халифа је улица #3, Хамдан је улица #5, Електра је улица #7 и тако даље. Насупрот томе, улица Салам је #8.
Пошта се углавном доставља само у поштанске испоставе; међутим, постоји испорука на кућну адресу за комерцијалне организације. Постоје многи паркови широм града. Улаз је обично слободан за децу, међутим, често се улаз наплаћује за одрасле. Корниш, градско шеталиште уз обалу дуго је око 7 km, са баштама, игралиштима, и полигоном за бицикле и скејтборде.

## Партнерски градови
- Минск
- Витлејем
- Мадрид
- Хјустон
- Бризбејн
- Исламабад
- Никозија
- Икике
- Џакарта
- Роскилде